# Cymothoe pluviatilis
Cymothoe pluviatilis är en fjärilsart som beskrevs av Frans G.Overlaet 1945. Cymothoe pluviatilis ingår i släktet Cymothoe och familjen praktfjärilar. Inga underarter finns listade i Catalogue of Life.